# Dauphin à aileron retroussé d'Australie
Orcaella heinsohni
Espèce
Statut de conservation UICN

 VU A2cd+3cd+4cd; C2a(i) : Vulnérable
Statut CITES
L'Orcelle d'Heinsohn, orcelle d'Australie ou dauphin à aileron retroussé (Orcaella heinsohni) ou est une espèce de dauphins de la famille des Delphinidae. Il est appelé Australian Snubfin Dolphin en anglais ce qui se traduit par dauphin à aileron retroussé d'Australie.
Il est apparenté au Dauphin de l'Irrawaddy. Il en est très proche et vit dans les mêmes régions (le long des côtes et dans les fleuves en Asie et dans le nord de l'Australie). Pour cette raison, il n'a été que très récemment identifié comme espèce à part, notamment grâce à des travaux d'identification génétique effectués en Californie en collaboration avec le musée du Queensland tropical.

## Taxinomie
Le dauphin à aileron retroussé d'Australie a été identifié grâce à des recherches génétiques menées en Californie en collaboration avec le musée du Queensland tropical. Ces recherches qui ont permis de le distinguer de l'Irrawaddy ont été notamment menées par Isabel Beasley de  l'Université James-Cook et Peter Arnold du musée du Queensland tropical.

Il doit son nom scientifique à George Heinsohn, un chercheur de l'Université James-Cook dont les études sur des carcasses de dauphin durant les années 1960 et 1970 ont aidé à identifier l’Orcaella heinsohni comme étant une espèce distincte du genre Orcaella.

## Description physique
Pratiquement identique à l'orcelle de l'Irrawaddy, il diffère cependant par de petites différences aussi bien physiques que moléculaires.

### Différences majeures avec l'Irrawaddy
Modèles de colorationles observations de spécimens en vie et de carcasses fraîches de Dauphin Irrawaddy dans l'ensemble de l'Asie, ont confirmé un modèle de coloration de deux tonalités - gris schisteux foncé uniforme (nuances de gris changeant considérablement entre les individus) sur les champs dorsaux et latéraux, avec un champ ventral coloré pâle se prolongeant en avant au menton inférieur et postérieurement à l'antérieur de l'anus.  Pour le dauphin à aileron retroussé d'Australie, la coloration tripartite, avec un cap dorsal distinct a été confirmée par des observations sur la côte centrale et nordique du Queensland.
Morphologie externel'aileron dorsal et les nageoires sont plus petits sur le dauphin à aileron retroussé d'Australie comparé au  dauphin Irrawaddy.
Différences de crânedes caractéristiques divergentes de celui de l'Irrawaddy dans la morphologie du crâne du dauphin à aileron retroussé d'Australie sont présentes dans tous les spécimens de l'espèce.
Analyses moléculairesdes différences importantes et significatives ont été montrées par les analyses génétiques.

### Autres différences avec l'Irrawaddy
- Il y avait statistiquement des différences significatives entre les spécimens asiatiques et australiens dans le nombre de dents/alvéoles dans les deux rangées supérieures de dents aussi bien que dans les mâchoires inférieures.
- La variation géographique et interspécifique des os tympanoperiotic demeure non documentée.
- Le nombre de vertèbres dans le O. heinsohni {\displaystyle (58-61,n=6)} est plus petit que celui rapporté pour les O. brevirostris {\displaystyle (62-63,n=4)}.
- L'acromion de l'omoplate est habituellement plus grand que le processus coracoïde, alors que l'opposé semble être le cas habituel dans des O. brevirostris
- Le sternum du O. heinsohni reste composé même chez les animaux mûrs;  ceci n'a pas été rapporté pour des O. brevirostris.

D'autres différences entre les deux espèces ont été recensées mais elles sont basées sur des observations limitées et nécessitent d'être confirmées.

## Population et distribution
Encore en étude, l'espèce n'ayant été classifiée que très récemment (2005), on dispose néanmoins d'enregistrements :
- Un enregistrement confirmé à Broome, en Australie occidentale et nordique ainsi que le long des côtes du Queensland et au sud de la rivière de Brisbane.
- Un enregistrement supplémentaire à Daru, Papouasie-Nouvelle-Guinée.
- Les enregistrements à vue confirment que ces dauphins apparaissent principalement dans des eaux côtières, peu profondes et protégées, particulièrement à côté des bouches de fleuves et des criques.
- On prévoit que le O. heinsohni se déplace donc dans les zones côtières de l'Australie et de la Papouasie-Nouvelle-Guinée. Ces secteurs sont séparés par des eaux océaniques profondes, restées séparées même pendant des périodes des niveaux de mer abaissés des périodes glaciaires pléistocènes.

L'espace apparent dans la distribution révélé par les enregistrements publiés de l'espèce, a besoin d'être justifié par d'autres études de distribution, en particulier dans l'archipel indonésien.

## Menaces
En raison du fait qu'ils vivent dans des eaux du littoral peu profondes, ils sont menacés par l'homme. En effet ils font face à des dangers tels une capture accidentelle dans des filets de pêche ou les effets du développement côtier.
Les orcelles d'Heinshon sont aussi attaqués par les requins-tigres et les requins-bouledogues, les crocodiles de mer et même les dauphins à bosse du Pacifique (sotalies de Chine).
Cependant, le dauphin à aileron retroussé d'Australie semblerait moins en danger que le dauphin de l'Irrawaddy.

## Publication originale
- Beasley, Robertson & Arnold, 2005 : Description of a new dolphin, the Australian snubfin dolphin Orcaella heinsohni sp. n. (Cetacea, Delphinidae). Marine Mammal Science, vol. 21, n. 3, p. 365-400.